# João Marcelino
João Marcelino (* 21. Juli 1925 in Arrifana; † 29. November 1995) war ein portugiesischer Radrennfahrer und nationaler Meister im Radsport.

## Sportliche Laufbahn
Marcelino war im Straßenradsport aktiv. Er siegte in der nationalen Meisterschaft im Straßenrennen 1957 vor Luciano Moreira de Sa. Von 1952 bis 1958 war er als Berufsfahrer aktiv. In der Portugal-Rundfahrt wurde er 1956 beim Sieg von Alves Barbosa Dritter. Etappensiege in der Rundfahrt holte er 1956, 1957 und 1958.